# Женская сборная Камеруна по футболу
Женская сборная Камеруна по футболу представляет Камерун на международных матчах и турнирах по футболу. Контролируется Камерунской федерацией футбола. Одна из сильнейших сборных Африки. В 2012 году впервые отобралась на Олимпийские игры, а в 2015 — на чемпионат мира, где смогла выйти из группы.

## Выступления на международных турнирах

### Чемпионат мира
| Год   | Стадия                 | Место                  | И                      | В                      | Н                      | П                      | ЗМ                     | ПМ                     |
| ----- | ---------------------- | ---------------------- | ---------------------- | ---------------------- | ---------------------- | ---------------------- | ---------------------- | ---------------------- |
| 1991  | Не квалифицировалась   | Не квалифицировалась   | Не квалифицировалась   | Не квалифицировалась   | Не квалифицировалась   | Не квалифицировалась   | Не квалифицировалась   | Не квалифицировалась   |
| 1995  | Снялась в квалификации | Снялась в квалификации | Снялась в квалификации | Снялась в квалификации | Снялась в квалификации | Снялась в квалификации | Снялась в квалификации | Снялась в квалификации |
| 1999  | Не квалифицировалась   | Не квалифицировалась   | Не квалифицировалась   | Не квалифицировалась   | Не квалифицировалась   | Не квалифицировалась   | Не квалифицировалась   | Не квалифицировалась   |
| 2003  | Не квалифицировалась   | Не квалифицировалась   | Не квалифицировалась   | Не квалифицировалась   | Не квалифицировалась   | Не квалифицировалась   | Не квалифицировалась   | Не квалифицировалась   |
| 2007  | Не квалифицировалась   | Не квалифицировалась   | Не квалифицировалась   | Не квалифицировалась   | Не квалифицировалась   | Не квалифицировалась   | Не квалифицировалась   | Не квалифицировалась   |
| 2011  | Не квалифицировалась   | Не квалифицировалась   | Не квалифицировалась   | Не квалифицировалась   | Не квалифицировалась   | Не квалифицировалась   | Не квалифицировалась   | Не квалифицировалась   |
| 2015  | 1/8 финала             | 11-е                   | 4                      | 2                      | 0                      | 2                      | 9                      | 4                      |
| 2019  | 1/8 финала             | 15-е                   | 4                      | 1                      | 0                      | 3                      | 3                      | 8                      |
| 2023  | Ещё не состоялся       | Ещё не состоялся       | Ещё не состоялся       | Ещё не состоялся       | Ещё не состоялся       | Ещё не состоялся       | Ещё не состоялся       | Ещё не состоялся       |
| Всего | 2/9                    | -                      | 8                      | 3                      | 0                      | 5                      | 12                     | 12                     |

### Олимпийские игры
| Год   | Стадия                 | И                      | В                      | Н                      | П                      | ЗМ                     | ПМ                     |                        |
| ----- | ---------------------- | ---------------------- | ---------------------- | ---------------------- | ---------------------- | ---------------------- | ---------------------- | ---------------------- |
| 1996  | Снялась в квалификации | Снялась в квалификации | Снялась в квалификации | Снялась в квалификации | Снялась в квалификации | Снялась в квалификации | Снялась в квалификации | Снялась в квалификации |
| 2000  | Не квалифицировалась   | Не квалифицировалась   | Не квалифицировалась   | Не квалифицировалась   | Не квалифицировалась   | Не квалифицировалась   | Не квалифицировалась   | Не квалифицировалась   |
| 2004  | Не квалифицировалась   | Не квалифицировалась   | Не квалифицировалась   | Не квалифицировалась   | Не квалифицировалась   | Не квалифицировалась   | Не квалифицировалась   | Не квалифицировалась   |
| 2008  | Не квалифицировалась   | Не квалифицировалась   | Не квалифицировалась   | Не квалифицировалась   | Не квалифицировалась   | Не квалифицировалась   | Не квалифицировалась   | Не квалифицировалась   |
| 2012  | Групповой этап         | 3                      | 0                      | 0                      | 3                      | 1                      | 11                     |                        |
| 2016  | Не квалифицировалась   | Не квалифицировалась   | Не квалифицировалась   | Не квалифицировалась   | Не квалифицировалась   | Не квалифицировалась   | Не квалифицировалась   | Не квалифицировалась   |
| 2020  | Не квалифицировалась   | Не квалифицировалась   | Не квалифицировалась   | Не квалифицировалась   | Не квалифицировалась   | Не квалифицировалась   | Не квалифицировалась   | Не квалифицировалась   |
| Всего | 1/7                    | 3                      | 0                      | 0                      | 3                      | 1                      | 11                     |                        |

### Чемпионат Африки
| Год   | Стадия                   | И                        | В                        | Н                        | П                        | ЗМ                       | ПМ                       |                          |
| ----- | ------------------------ | ------------------------ | ------------------------ | ------------------------ | ------------------------ | ------------------------ | ------------------------ | ------------------------ |
| 1991  | Финалист                 | 2                        | 0                        | 0                        | 2                        | 0                        | 6                        |                          |
| 1995  | Снялась в четвертьфинале | Снялась в четвертьфинале | Снялась в четвертьфинале | Снялась в четвертьфинале | Снялась в четвертьфинале | Снялась в четвертьфинале | Снялась в четвертьфинале | Снялась в четвертьфинале |
| 1998  | 4-е место                | 4                        | 2                        | 0                        | 2                        | 7                        | 13                       |                          |
| 2000  | Групповой этап           | 3                        | 1                        | 0                        | 2                        | 4                        | 6                        |                          |
| 2002  | 3-е место                | 5                        | 2                        | 2                        | 1                        | 7                        | 5                        |                          |
| 2004  | Финалист                 | 5                        | 1                        | 3                        | 1                        | 8                        | 10                       |                          |
| 2006  | 4-е место                | 5                        | 1                        | 2                        | 2                        | 6                        | 10                       |                          |
| 2008  | 4-е место                | 5                        | 2                        | 1                        | 2                        | 4                        | 6                        |                          |
| 2010  | 4-е место                | 5                        | 2                        | 1                        | 2                        | 7                        | 11                       |                          |
| 2012  | 3-е место                | 5                        | 2                        | 1                        | 2                        | 6                        | 5                        |                          |
| 2014  | Финалист                 | 5                        | 3                        | 0                        | 2                        | 5                        | 4                        |                          |
| 2016  | Финалист                 | 5                        | 4                        | 0                        | 1                        | 6                        | 1                        |                          |
| 2018  | 3-е место                | 5                        | 3                        | 2                        | 0                        | 10                       | 4                        |                          |
| 2020  |                          |                          |                          |                          |                          |                          |                          |                          |
| Всего | 12/13                    | 54                       | 23                       | 12                       | 19                       | 70                       | 81                       |                          |